# Saphir (S616)
Pour les articles homonymes, voir Saphir (sous-marin) et Saphir (homonymie).
Le Saphir (S616) est un sous-marin de fabrication britannique. Prêté par le Royaume-Uni à la France, il a servi dans la Marine nationale de 1952 à 1961.